# Loi sur les campagnes électorales fédérales
Lire en ligne

[PDF] Lire sur le site de la FEC

La loi sur les campagnes électorales fédérales -en anglais : Federal Election Campaign Act (FECA)- est un texte de loi qui régit le financement des élections fédérales aux États-Unis.
Adoptée en 1971 puis amendée en 1974, 1976 et 1979, cette loi exige que les candidats et les « comités politiques » révèlent les sources de leur financement et la manière dont ils dépensent leur argent ; elle réglemente la perception des contributions et la façon dont les fonds sont utilisés dans le cadre des campagnes électorales fédérales, et administre les subventions publiques aux élections présidentielles.
Une commission électorale fédérale a été instituée après les amendements de 1974 afin d'administrer et de faire appliquer cette loi.